# 穆斯托伐·巴爾札尼
穆斯托伐·巴爾札尼（羅馬化：Mustafa Barzani，1903年3月14日—1979年3月1日）是庫爾德斯坦民主黨的領袖，同時也是庫爾德族的民族主義領導者。對庫德族來說巴爾札尼是個傳奇人物，他是一位富有啟示，堅持，與恢復力的庫爾德族領導者，並始終獻身為庫爾德族利益而奮鬥。尤其是介於1961年-1963年以及1974年4月-1975年5月，他領導武裝爲了庫德族利益而奮戰。一生中，巴爾札尼為庫爾德族人與庫爾德斯坦奮鬥了長達50年之久。
他的兒子穆薩德·巴爾扎尼是現在庫爾德族民主黨的領導人，並且在2005年6月被伊拉克庫爾德斯坦的議院選為總統。

## 生平
巴爾札尼于1903年誕生於奧斯曼帝國的巴爾山（今伊拉克北部）是當地望族的繼承人。
在1931年與1932年時，與他的哥哥阿馬德曾經帶領爭取庫爾德族的獨立。在1935年，因鎮壓庫爾德族的一場戰爭，巴爾札尼與他的哥哥一起被驅逐到蘇萊曼尼亞。穆斯托伐於1942年逃離了蘇萊曼尼亞，並開始請義對抗巴格達，但這次又沒有成功。穆斯托伐與其他1000名的追隨者及他們的家庭逃到了伊朗。
在1945年12月，庫爾德族在蘇聯的帮助下，在伊朗馬哈巴德共和國的西北區宣布成立庫爾德民主黨，穆斯托伐·巴爾札尼被任命爲指揮官。庫爾德族民主黨在伊拉克的首都巴格達被建立，而巴札尼被選為總統。這個政黨被稱為伊拉克庫爾德族民主黨，而原來的伊朗政黨被稱為伊朗庫德民主黨。
在1946年5月蘇聯軍隊從伊朗撤離，依照雅爾達會議，並在12月馬哈巴德被伊朗的軍隊推翻，庫爾德族的領導者們被吊在馬哈巴德的主要廣場上，而其他人則被屠殺。穆斯托伐與他的族人逃回伊拉克，但是仍然必須繼續逃難。與他的500名武裝庫德族士兵，他用他的方式穿過土耳其與伊朗到蘇聯阿塞拜疆，他們在那裡卸下武裝並且被安置。
在1951年，庫爾德族的武裝士兵被允許安置在巴庫。讓許多人能在學校或大學登記註冊，而巴札尼他自己則前往莫斯科，他在那裡攻讀政治科學，並繼續他與庫爾德族難民的聯絡。
在1958年，隨著共和國的政變，穆斯托伐藉著首相阿卜杜勒-卡里姆·卡塞姆被邀請回到伊拉克。穆斯托伐·巴爾札尼的意圖更進誇新一步，提議庫爾德族的獨立區要在伊拉克北邊。這樣導致與巴格達及庫爾德族領導人之間的衝突，導致在1961年首相卡塞姆展開軍事行動攻擊庫爾德族。
在1970年3月，巴格達與庫爾德族領袖達成協議， 在協議中庫爾德族的種族地位及語言都被認同，並且被視為跟阿拉伯的國家人民同等地位。在1970年初， 穆斯托伐的兒子歐拜杜拉背叛了巴札尼部隊，並開始為巴格達工作。當時的復興黨的總書記薩達姆·海珊提供給庫爾德族一項自治協定，但最後的決議就是必須離開巴格達。
1974年3月， 穆斯托伐巴爾札尼領導他的支持者們繼續與伊拉克政府戰鬥，這次他們有伊朗的穆罕默德·礼萨·巴列维國王支持，還有以色列及美國。在1975年，國王與海珊在阿尔及尔簽署條約， 此條約讓出了阿拉伯河到伊朗很有競爭力的水道使用。取而代之的是伊朗對伊拉克庫爾德族的支援立刻被切斷。
穆斯托伐·巴爾札尼最後逃離他的家鄉，他被驅逐到美國，並於1979年在華盛頓特區喬治城的醫院逝世。